# Phlebotomus philippinensis
Phlebotomus philippinensis — вид двокрилих комах родини метелівкових (Psychodidae). Поширений в Південно-Східній Азії.